# Edi Orioli
Edi Orioli (nacido el 5 de diciembre de 1962 en Údine) es un piloto de rallies italiano, ganador del Rally Dakar en la categoría de motos en cuatro ocasiones.
Ha participado en diversos rallies tanto en categoría de motos como en coches, obteniendo buenos resultados en ambas categorías.
En 2005, participó en el Rally Dakar en categoría de coches, al volante de un Isuzu.

## Palmarés
- Vencedor del Rally Dakar en motocicletas en 1990, 1994, 1996 y 1998 (2.º en 1987 y 3.º en 1995).
- Vencedor del Rally de los Faraones en motocicletas en 1982 y 1993.

## Resultados

### Rally Dakar
| Año     | Categoría | Vehículo | Posición | Etapas |
| ------- | --------- | -------- | -------- | ------ |
| 1986    | Motos     | Honda    | 6.º      | 1      |
| 1987    | Motos     | Honda    | 2.º      | -      |
| 1988    | Motos     | Honda    | 1.º      | 2      |
| 1989    | Motos     | Cagiva   | 7.º      | 1      |
| 1990    | Motos     | Cagiva   | 1.º      | 2      |
| 1991    | Motos     | Cagiva   | 8.º      | 1      |
| 1992    | Motos     | Cagiva   | 7.º      | 4      |
| 1993    | Coches    | Mercedes | Ret.     | -      |
| 1994    | Motos     | Cagiva   | 1.º      | 4      |
| 1995    | Motos     | Cagiva   | 3.º      | -      |
| 1996    | Motos     | Yamaha   | 1.º      | 2      |
| 1998    | Motos     | BMW      | Ret.     | -      |
| 1999    | Motos     | KTM      | Ret.     | -      |
| 2003    | Coches    | Nissan   | Ret.     | -      |
| 2004    | Coches    | Nissan   | Ret.     | -      |
| 2005    | Coches    | Isuzu    | 41.º     | -      |
| 2006    | Coches    | Isuzu    | Ret.     | -      |
| 2007    | Coches    | Isuzu    | 17.º     | -      |
| Fuente: |           |          |          |        |